# Batalla de Thouars (1815)
La batalla de Thouars va tenir lloc el 20 de juny de 1815 durant la guerra de Vendée de 1815; va ser guanyada per l'exèrcit del Primer Imperi.

## La batalla
La tarda del 19 de juny de 1815, 3.000 soldats vendéans comandats per Auguste de La Rochejaquelein, Duperrat i Canuel es van presentar davant Thouars. A primera hora del dia, una avançada comandada per Dumas de Champvalier havia entrat precipitadament a la ciutat, trobant les seves portes obertes. Envoltat de soldats imperials, Champvalier va salvar la seva vida i la dels seus homes fent-se passar per un parlamentari, però aquest atac va alertar els imperials fins a Saumur, Bressuire i Parthenay.
L'endemà a l'alba, 20 de juny, encara que capaços de defensar-se, els thouarsais van preferir enviar parlamentaris, van quedar impressionats pel nombre dels seus adversaris, també els thouarsais van preferir capitular, i els vendéans van fer la seva entrada a la ciutat. Aquest èxit no va durar, unes hores més tard, a les 10 del matí, el general Delaage venint de Parthenay i al capdavant de 500 homes a peu i una esquadra del 2n regiment d'hússars va entrar a la ciutat de Thouars. 200 guàrdies nacionals van entrar pel pont de Vrines, la resta pel pont-neuf. Els Vendeans que no havien col·locat un lloc avançat es van sorprendre completament i van fugir pel pont de Vrines on van enderrocar les guàrdies nacionals que es van retirar sense oposar gaire resistència. Els Vendéans van tornar a Châtillon-sur-Sèvre on es van assabentar de la derrota de Rocheservière: poc després van obrir negociacions amb les autoritats imperials.